# Larve

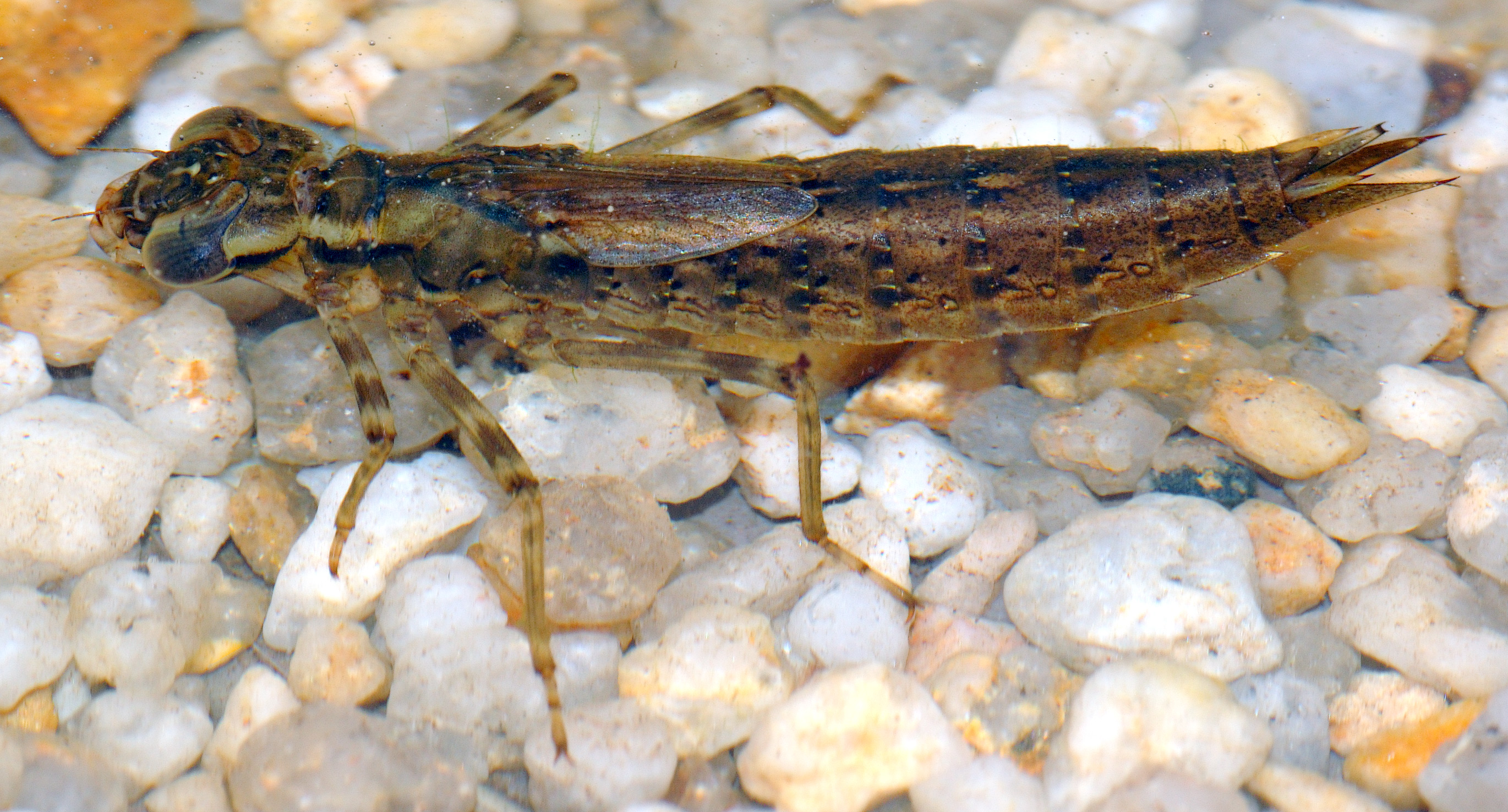
Larve einer Blaugrünen Mosaikjungfer

Larve (von lateinisch larva) bezeichnet in der Zoologie eine Zwischenform in der Entwicklung vom Ei zum Erwachsenenstadium. Sie tritt bei Tieren auf, die eine Metamorphose durchlaufen. Ursprünglich bezeichnete Larve eine Maske oder ein Gespenst bzw. einen (im Gegensatz zu den Laren) bösen Geist.
Die bekanntesten Tiergruppen mit einem Larvenstadium sind die Insekten sowie die Amphibien. Die Larven von Froschlurchen werden dabei Kaulquappen genannt; als Finnen bezeichnet man das Larvenstadium bei Bandwürmern. Beispiele für Larven bei Insekten sind Maden oder Raupen. Auch bei vielen eierlegenden Fischen gibt es ein oder mehrere Larvenstadien. Die Bezeichnung von verschiedenen Larvenstadien wird häufig als L1, L2 usw. abgekürzt.
Larven sehen völlig anders aus als das ausgewachsene Tier und haben oft auch eine ganz andere Lebensweise. So leben zum Beispiel die Larven von Stechmücken oder Libellen im Wasser, während das ausgewachsene Insekt (Imago) an Land lebt. Haben die jungen Tiere keine eigenen Larvalmerkmale, so spricht man von einer Nymphe.
Nicht immer muss die Larvalzeit nur eine kurze Übergangsphase sein; es kann durchaus den größten Teil des Lebens eines Tieres ausmachen. So lebt der Maikäfer zwei bis fünf Jahre als Larve (Engerling), als ausgewachsener Käfer nur wenige Wochen. Extrem sieht es bei den Eintagsfliegen aus. Nach der Umwandlung zur Imago leben manche Arten nur noch wenige Stunden. Des Weiteren gibt es Arten, bei denen schon die Larven geschlechtsreif werden und nie die Verwandlung durchführen (so genannte Neotenie), zum Beispiel der mexikanische Axolotl-Molch.

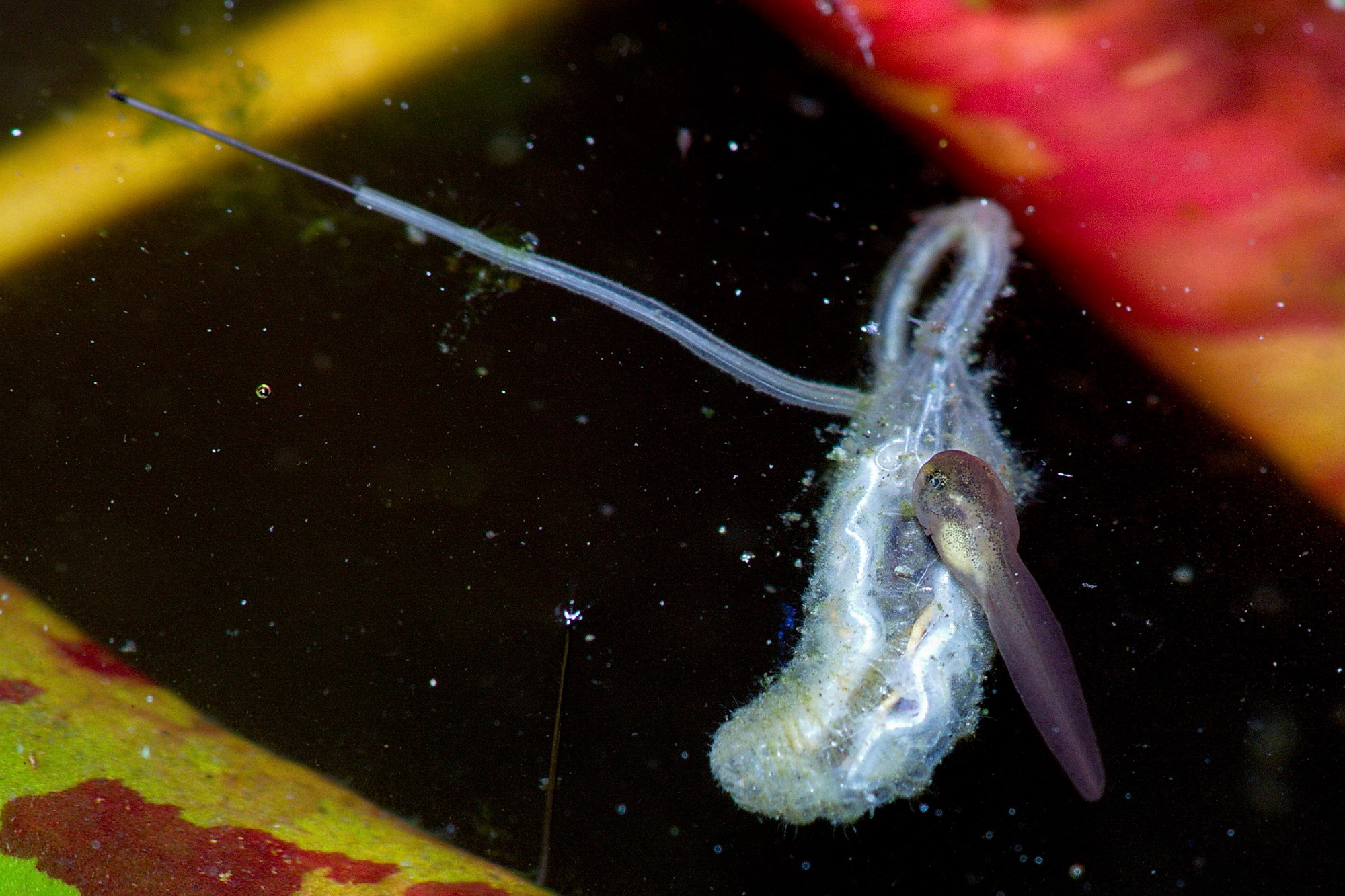
Rattenschwanzlarve (Eristaliini) und Kaulquappe (Tadpoles)
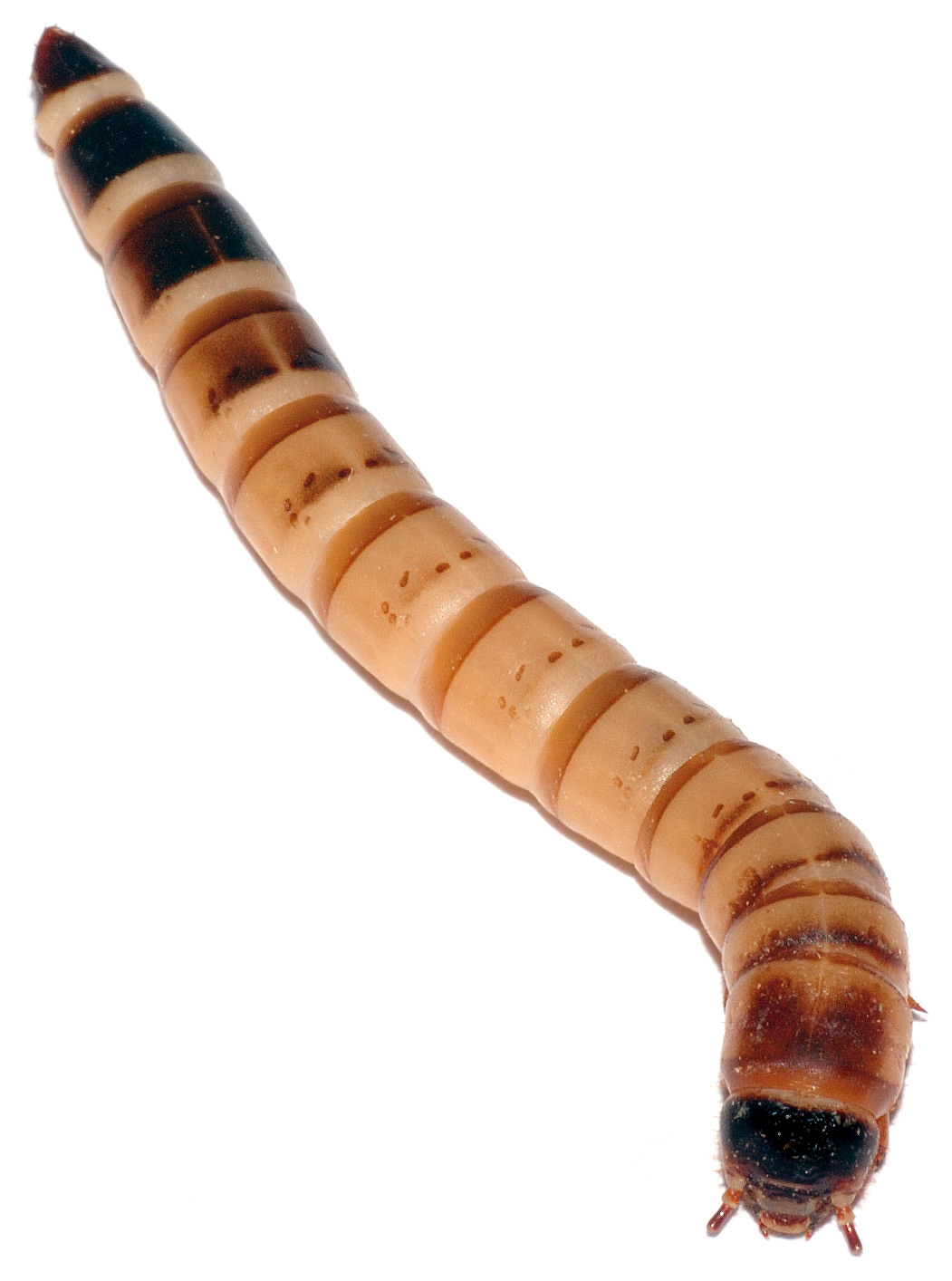
Larve des Großen Schwarzkäfers (Zophobas morio)
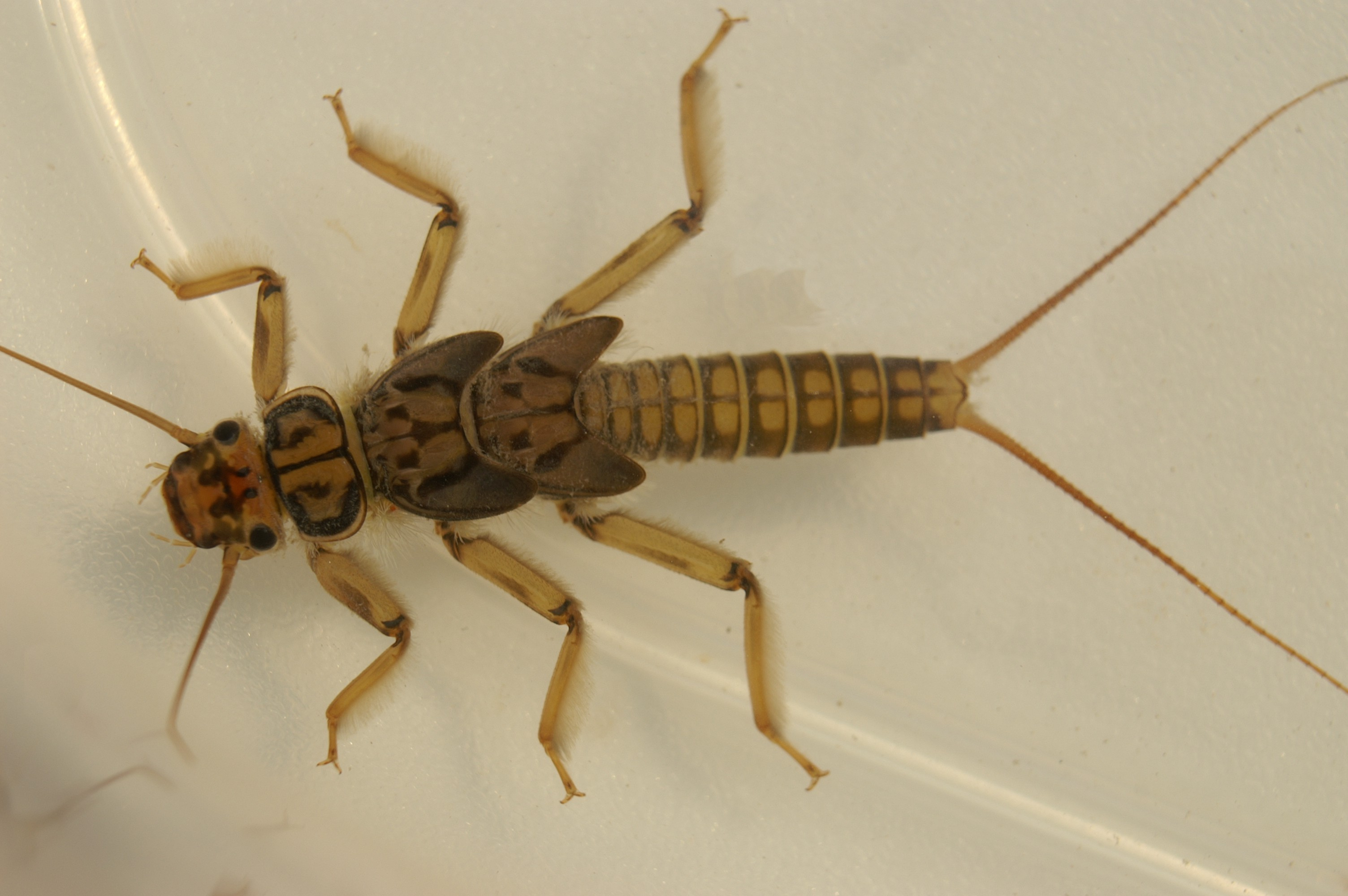
Larve einer Steinfliege (Plecoptera)
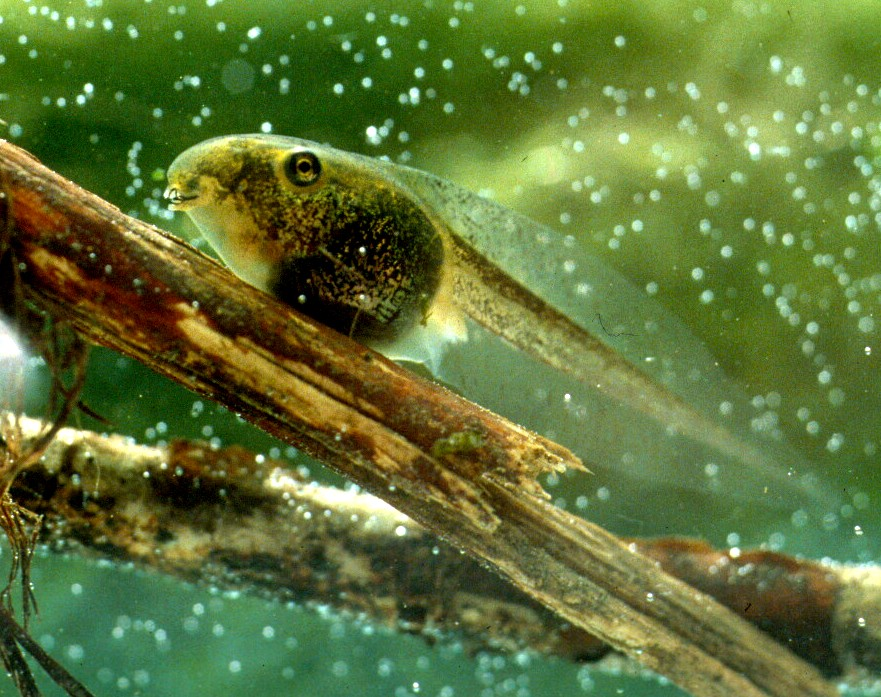

- Larve (= Kaulquappe) des Laubfrosches (Hyla arborea)
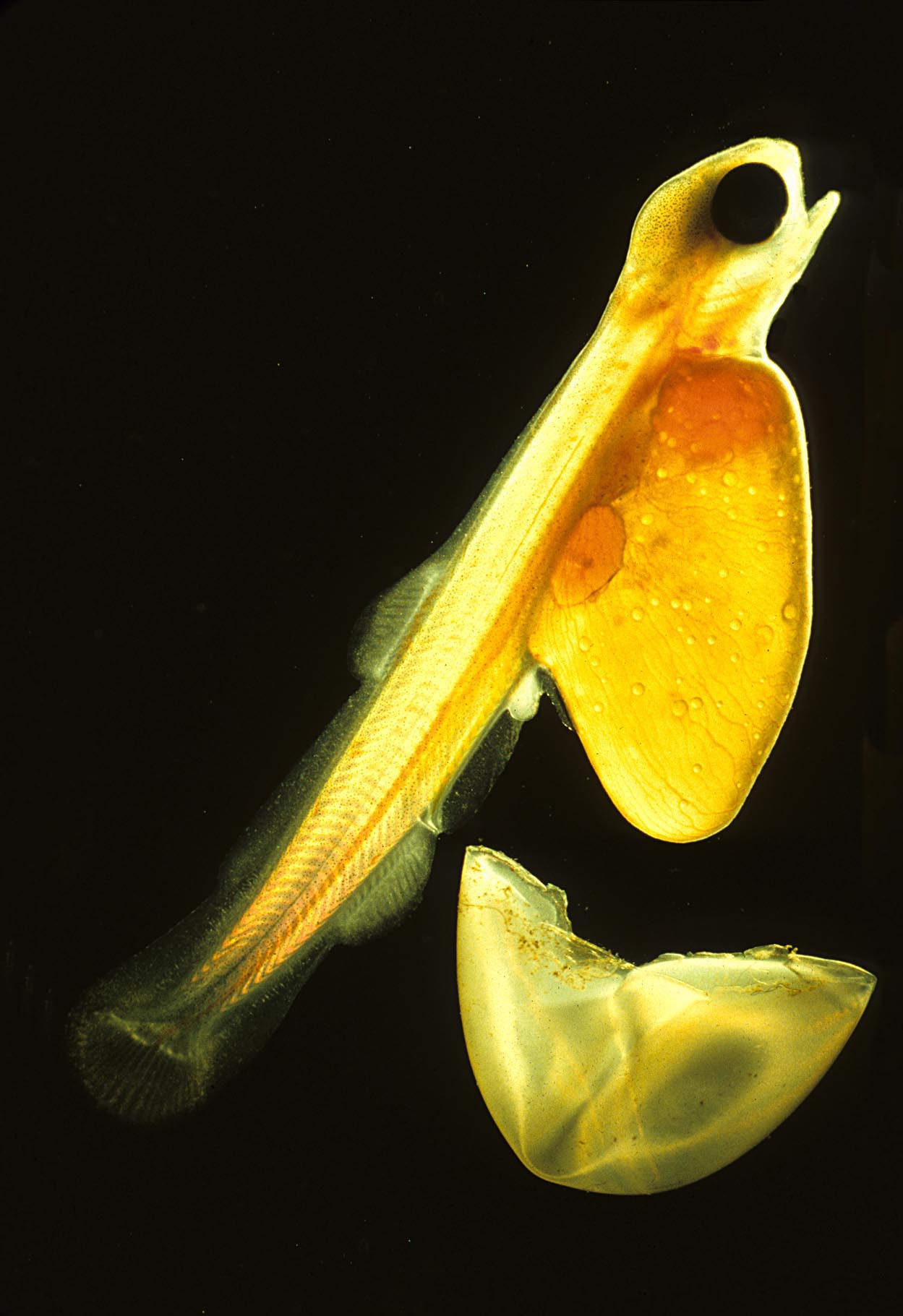
Frisch geschlüpfte Fischlarve eines atlantischen Lachses (Salmo salar)
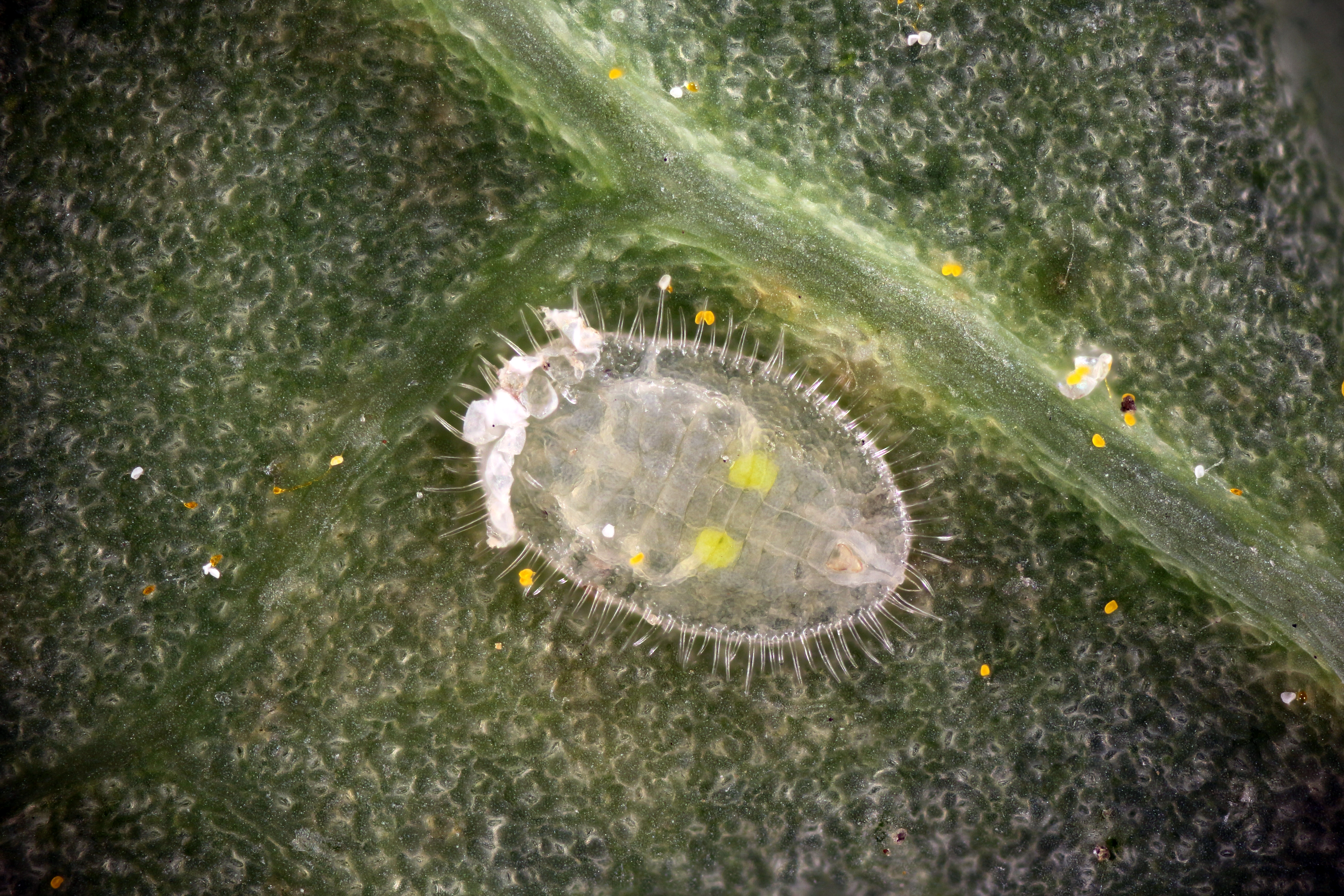
Larve einer Gewächshaus-Weiße Fliege aufgenommen mit einem Lichtmikroskop